# Erannis brumata-major
Erannis brumata-major är en fjärilsart som beskrevs av Glaser 1780. Erannis brumata-major ingår i släktet Erannis och familjen mätare. Inga underarter finns listade i Catalogue of Life.